# Stenotarsus ventricosus
Stenotarsus ventricosus es una especie de coleóptero de la familia Endomychidae.

## Distribución geográfica
Habita en la Guayana Francesa.